# Atractocarpus longistipitatus
Atractocarpus longistipitatus är en måreväxtart som beskrevs av André Guillaumin. Atractocarpus longistipitatus ingår i släktet Atractocarpus och familjen måreväxter.
Artens utbredningsområde är Nya Kaledonien. Inga underarter finns listade i Catalogue of Life.